# Saint-Hilaire-de-la-Côte
Saint-Hilaire-de-la-Côte è un comune francese di 1 446 abitanti situato nel dipartimento dell'Isère della regione dell'Alvernia-Rodano-Alpi.

## Società

### Evoluzione demografica
Abitanti censiti